# Haworthia capillaris
Haworthia capillaris är en grästrädsväxtart som beskrevs av M. Hayashi. Haworthia capillaris ingår i släktet Haworthia och familjen grästrädsväxter. Inga underarter finns listade i Catalogue of Life.